# Amanida de patata

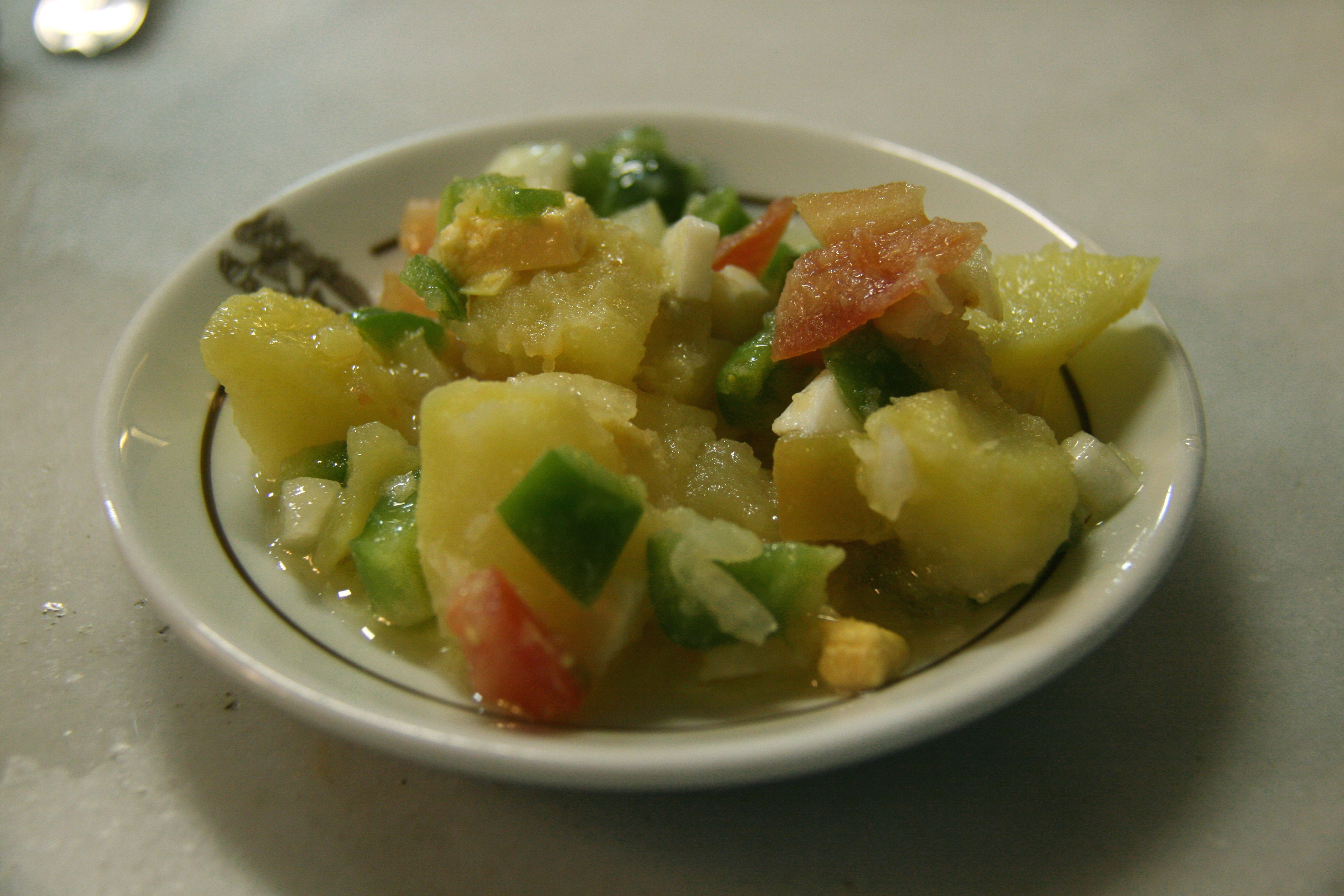
Variant espanyola, servida de vegades com una simple tapa.

L'amanida de patata, amanida alemanya o ensalada alemanya (alemany: Kartoffelsalat) és un dels plats més coneguts de la cuina alemanya. Es compon principalment de patates cuites acompanyades de diferents ingredients. Aquesta amanida té diverses denominacions depenent de la zona, com ara Erdäpfelsalat a Àustria i Erpelschlut a la conca del Ruhr.

## Preparació
La preparació de l'amanida de patates (Kartoffelsalat ) es realitza coent patates (a Alemanya hi ha moltes varietats de patates com, per exemple, les Bamberger Hörnchen (Banyes de Bamberg),  Cilene ,  Hansa ,  Laura , Kipfler o  Sieglinde ). Existeixen varietats de patata molt adequades per a aquesta amanida, que es caracteritzen per mantenir la forma després de la cocció en aigua. A la cuina alemanya es denomina a aquestes patates  festkochend , són aquelles que són adequades per poder-se barrejar amb altres ingredients sense perdre la forma.
Les patates es poden tallar en rodanxes i posteriorment coure. Existeixen variants en les quals és possible coure les patates amb la seva pell i posteriorment es pelen.

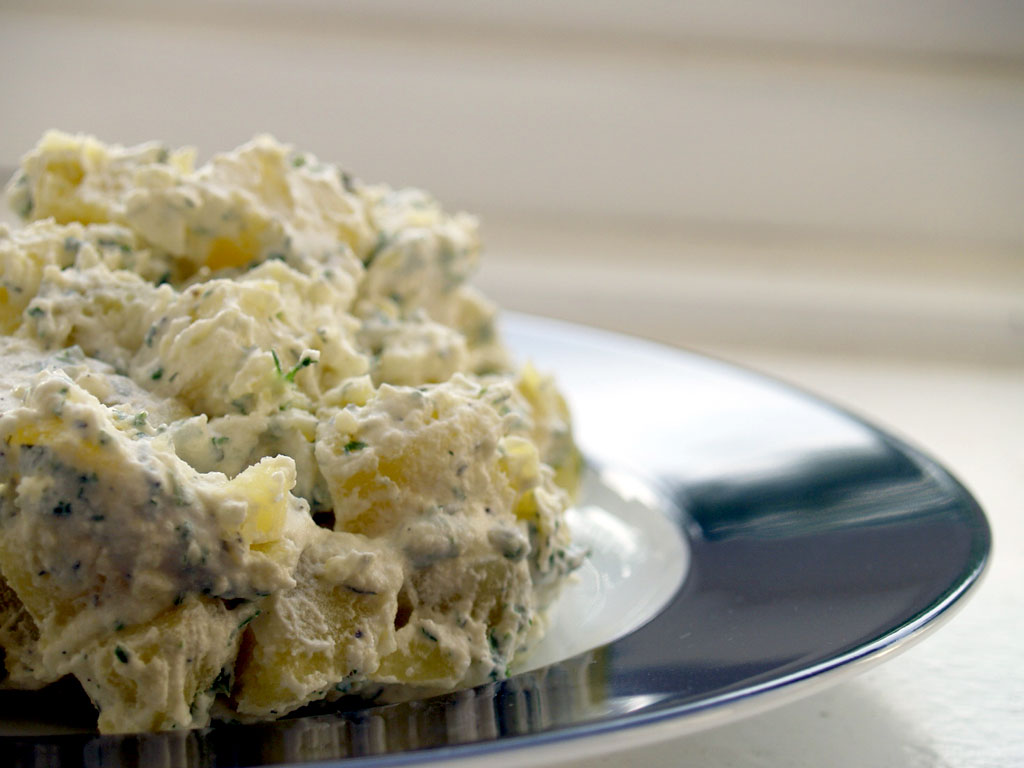
Kartoffelsalat amb maionesa.

La preparació i ingredients de l'amanida de patates es diferencien bastant d'unes zones a altres, però com pot entendre, la patata és l'ingredient comú a totes elles. No hi ha una recepta única que unifiqui de l'elaboració d'aquest plat. Es pot dir que hi ha dues variants troncals que es diferencien unes de les altres, i són:  sense maionesa  i  amb maionesa .

### Sense maionesa
Les patates cuites i sense maionesa es poden trobar a les Kartoffelsalat del sud d'Alemanya i d'Àustria i fins i tot Croàcia. En aquests casos s'elaboren amb una espècie de vinagreta a base d'una barreja de vinagre i oli. Se sol afegir a aquesta amanida una petita porció de cebes picades, unes tires de cansalada rostit i petits daus de cogombres. Sovint s'aboca la vinagreta quan les patates estan recentment cuites. En qualsevol cas l'amanida es pot menjar calenta o freda, depenent dels gustos.

### Amb maionesa
A la resta de les zones d'Alemanya es pot trobar aquesta amanida elaborada amb maionesa. Es pot emprar també iogurt o nata. La kartoffelsalat amb maionesa sol tenir cogombre adobat en tires, poma i alguns trossos d'ou. També restes d'algun rostit de carn, Matjes (arengada especial), trossos de salsitxa i alguna herba.

## Altres plats relacionats
S'assembla aquest Kartoffelsalat amb maionesa a l'ensalada russa típica d'Espanya, només que l'ensalada conté pebrots morrones, pèsols, pastanagues, i sobretot tonyina i olives.